# Історія Еба
Історія Еба (англ. The Story of Ab або англ. The Story of Ab: A Tale of the Time of the Cave Man; укр. Історія Еба: Повість про час печерної людини) — роман американського письменника Стенлі Ватерлоо, написаний 1897 року.

## Сюжет
Еб — хлопець кам'яної доби, який виростає в юнака серед багатьох небезпек свого часу. Разом зі своїм другом, Оаком, він копає яму і ловить дитинчат носорога, разом з плем'ям бере участь у полюванні на мамонта, щоб підняти свій статус до чоловіка, і залицяється до молодих жінок із сусіднього племені. Одна дівчина, Лайтфут, привертає увагу обох чоловіків, і Еб змушений вбити свого друга у поєдинку за неї. Він перемагає в сутичці за Лайтфут у свого товариша, але його переслідує сумління за вбивство свого найкращого друга. Коли Еб стає старшим, він допомагає племені вбити саблезубого тигра, який тероризував усіх навкруги, веде своїх людей у великій битві проти вторгнення іншого племені й згодом стає лідером печерних людей та лідером великої особистої сім'ї. Герой твору використовується автором для доведення його твердження, що не було різкого поділу між періодами палеоліту та неоліту, що людина навчилася робити чудові, поліровані знаряддя та зброю поступово і природно, як це робив Еб. Протягом свого життя він вигадує та вдосконалює лук і стріли, і є першим із наших пращурів, які намагаються приручити вовків як домашніх тварин.